# Diplotoxa moorei
Diplotoxa moorei är en tvåvingeart som först beskrevs av John Tenison Salmon 1939.  Diplotoxa moorei ingår i släktet Diplotoxa och familjen fritflugor. Inga underarter finns listade i Catalogue of Life.